# Saison 2013-2014 des Grizzlies de Memphis
La saison 2013-2014 des Grizzlies de Memphis est la 19e saison de la franchise au sein de la National Basketball Association (NBA) et la 13e saison dans la ville de Memphis. C'est la première saison de l'équipe sous la direction de l'entraîneur, Dave Joerger.
Durant les playoffs, les Grizzlies ont affronté le Thunder d'Oklahoma City. L'équipe s'est inclinée sur une série intense de sept matchs.

## Draft
| Tour | Choix | Joueur          | Poste | Nationalité | Provenance      |
| ---- | ----- | --------------- | ----- | ----------- | --------------- |
| 2    | 41    | Jamaal Franklin | SG    | États-Unis  | San Diego State |

## Classements de la saison régulière
| Conférence Ouest | Conférence Ouest                | Conférence Ouest | Conférence Ouest | Conférence Ouest | Conférence Ouest | Conférence Ouest | Conférence Ouest |
| No               | Franchise                       | Vic.             | Def.             | MJ               | % V/D            | RV               |                  |
| ---------------- | ------------------------------- | ---------------- | ---------------- | ---------------- | ---------------- | ---------------- | ---------------- |
| 1                | Spurs de San Antonio            | 62               | 20               | 82               | 75,60 %          | -                |                  |
| 2                | Thunder d'Oklahoma City         | 59               | 23               | 82               | 72,00 %          | 3,0              |                  |
| 3                | Clippers de Los Angeles         | 57               | 25               | 82               | 69,50 %          | 5,0              |                  |
| 4                | Rockets de Houston              | 54               | 28               | 82               | 65,90 %          | 8,0              |                  |
| 5                | Trail Blazers de Portland       | 54               | 28               | 82               | 65,90 %          | 8,0              |                  |
| 6                | Warriors de Golden State        | 51               | 31               | 82               | 62,20 %          | 11,0             |                  |
| 7                | Grizzlies de Memphis            | 50               | 32               | 82               | 61,00 %          | 12,0             |                  |
| 8                | Mavericks de Dallas             | 49               | 33               | 82               | 59,80 %          | 13,0             |                  |
|                  |                                 |                  |                  |                  |                  |                  |                  |
| 9                | Suns de Phoenix                 | 48               | 34               | 82               | 58,50 %          | 14,0             |                  |
| 10               | Timberwolves du Minnesota       | 40               | 42               | 82               | 48,80 %          | 22,0             |                  |
| 11               | Nuggets de Denver               | 36               | 46               | 82               | 43,90 %          | 26,0             |                  |
| 12               | Pelicans de La Nouvelle-Orléans | 34               | 48               | 82               | 41,50 %          | 28,0             |                  |
| 13               | Kings de Sacramento             | 28               | 54               | 82               | 34,10 %          | 34,0             |                  |
| 14               | Lakers de Los Angeles           | 27               | 55               | 82               | 32,90 %          | 35,0             |                  |
| 15               | Jazz de l'Utah                  | 25               | 57               | 82               | 30,50 %          | 37,0             |                  |

| Division Sud-Ouest    | V  | D  | MJ | % V/D   | GB   | Dom   | Ext   | Div  | Conf  |
| --------------------- | -- | -- | -- | ------- | ---- | ----- | ----- | ---- | ----- |
| Spurs de San Antonio  | 62 | 20 | 82 | 75,60 % | -    | 32-9  | 30-11 | 12-4 | 38-14 |
| Rockets de Houston    | 54 | 28 | 82 | 65,90 % | 8,0  | 33-8  | 21-20 | 11-5 | 31-21 |
| Grizzlies de Memphis  | 50 | 32 | 82 | 61,00 % | 12,0 | 27-14 | 23-18 | 4-12 | 29-23 |
| Mavericks de Dallas   | 49 | 33 | 82 | 59,80 % | 13,0 | 26-15 | 23-18 | 9-7  | 29-23 |
| Pelicans Nlle-Orléans | 34 | 48 | 82 | 41,50 % | 28,0 | 22-19 | 12-29 | 4-12 | 15-37 |

## Effectif
| Effectif des Grizzlies de Memphis 2013-2014 |
| --- |
| 3 James Johnson • 5 Courtney Lee • 9 Tony Allen • 11 Mike Conley Jr. • 12 Nick Calathes • 13 Mike Miller • 19 Beno Udrih • 20 Quincy Pondexter • 21 Tayshaun Prince • 22 Jamaal Franklin • 30 Jon Leuer • 32 Ed Davis • 33 Marc Gasol • 41 Kosta Koufos • 50 Zach Randolph (C)Entraîneur : David Joerger |